# Endeostigmata
Endeostigmata (лат.) — подотряд клещей из отряда саркоптиформных клещей (Sarcoptiformes). Около 100 видов, включая 2 ископаемых вида: Protospeleorchestes pseudoprotacarus Dubinin, 1962 (девонский период) и Archaeacarus dubinini Kethley & Norton, 1989 (девон).

## Распространение
Встречаются повсеместно, от Аляски до Антарктики и Австралии.

## Описание
Микроскопического размера клещи, например представители семейства Oehserchestidae имеют длину 200—300 мкм, а виды семейства Grandjeanicidae — 400—600 мкм.
Хелицеры 2—3-сегментные, генитальные пластинки несклеротизированные, покрыты многочисленными щетинками и 3 (редко 2) парами генитальных папилл. Кутикула тела обычно складчатая, иногда со средней орнаментацией; бесцветные (белые) до бледно-лилового, ярко-розового или желтовато-коричневого цвета.

## Классификация
5 надсемейств, 10 семейств, 27 родов, 108 видов (вымерших 3 рода и 5 видов):
- Инфраотряд Bimichaliida Oconnor, 1984
  - Надсемейство Alycoidea G. Canestrini & Fanzago, 1877
    - Семейство Alycidae G. Canestrini & Fanzago, 1877 (6 родов и 29 видов; †0/2)
    - Семейство Nanorchestidae Grandjean, 1937 (5, 45; †1/1)
    - Семейство Proterorhagiidae Lindquist & Palacios-Vargas, 1991 (1, 1)
- Инфраотряд Nematalycina Lindquist, Krantz & Walter, 2009
  - Надсемейство Nematalycoidea Strenke, 1954
    - Семейство Micropsammidae Coineau & Theron, 1983 (1, 1)
    - Семейство Nematalycidae Strenke, 1954 (4, 4)
    - Семейство Proteonematalycidae Kethley, 1989 (1, 1)
- Инфраотряд Terpnacarida Oconnor, 1984
  - Надсемейство Oehserchestoidea Kethley, 1977
    - Семейство Oehserchestidae Kethley, 1977 (1, 4)[3][6]
      - Род Oehserchestes Jacot, 1939
        - Подрод Oehserchestes Jacot, 1939
          - Oehserchestes dorysetatus (Theron, 1974) [syn. Hybalicus dorysetatus Theron, 1974]
          - Oehserchestes humicolus (Jacot, 1939) [syn. Hybalicus humicolus Jacot, 1939]

        - Подрод Theronicus Kethley, 1977
          - Oehserchestes arboriger (Theron, 1974) [syn. Hybalicus arboriger Theron, 1974]
          - Oehserchestes flabelliger (Berlese, 1913) [syn. Hybalicus flabelliger Berlese, 1913]

    - Семейство Grandjeanicidae Kethley, 1977 (1, 3)
      - Grandjeanicus

  - Надсемейство Terpnacaroidea Grandjean, 1939
    - Семейство Terpnacaridae Grandjean, 1939 (2, 11)
- Инфраотряд Alicorhagiida Oconnor, 1984
  - Надсемейство Alicorhagioidea Grandjean, 1939
    - Семейство Alicorhagiidae Grandjean, 1939 (5, 9; †2/2)
- ?Семейство Lordalychidae Grandjean, 1939 (1, 2) (или в Sphaerolichina)